# Marion, Ohio
Marion är administrativ huvudort i Marion County i den amerikanska delstaten Ohio. Orten grundades år 1822 av Eber Baker. Warren G. Harding bodde i Marion tillsammans med hustrun Florence och deras hus finns kvar i staden.